# 东莫自井东北泡
东莫自井东北泡是一个位于中国吉林省松原市的湖泊，面积约为3.4平方千米，属于东北平原。它的一级流域为黑龙江流域，二级流域为松花江水系。